# Ewan McGregor

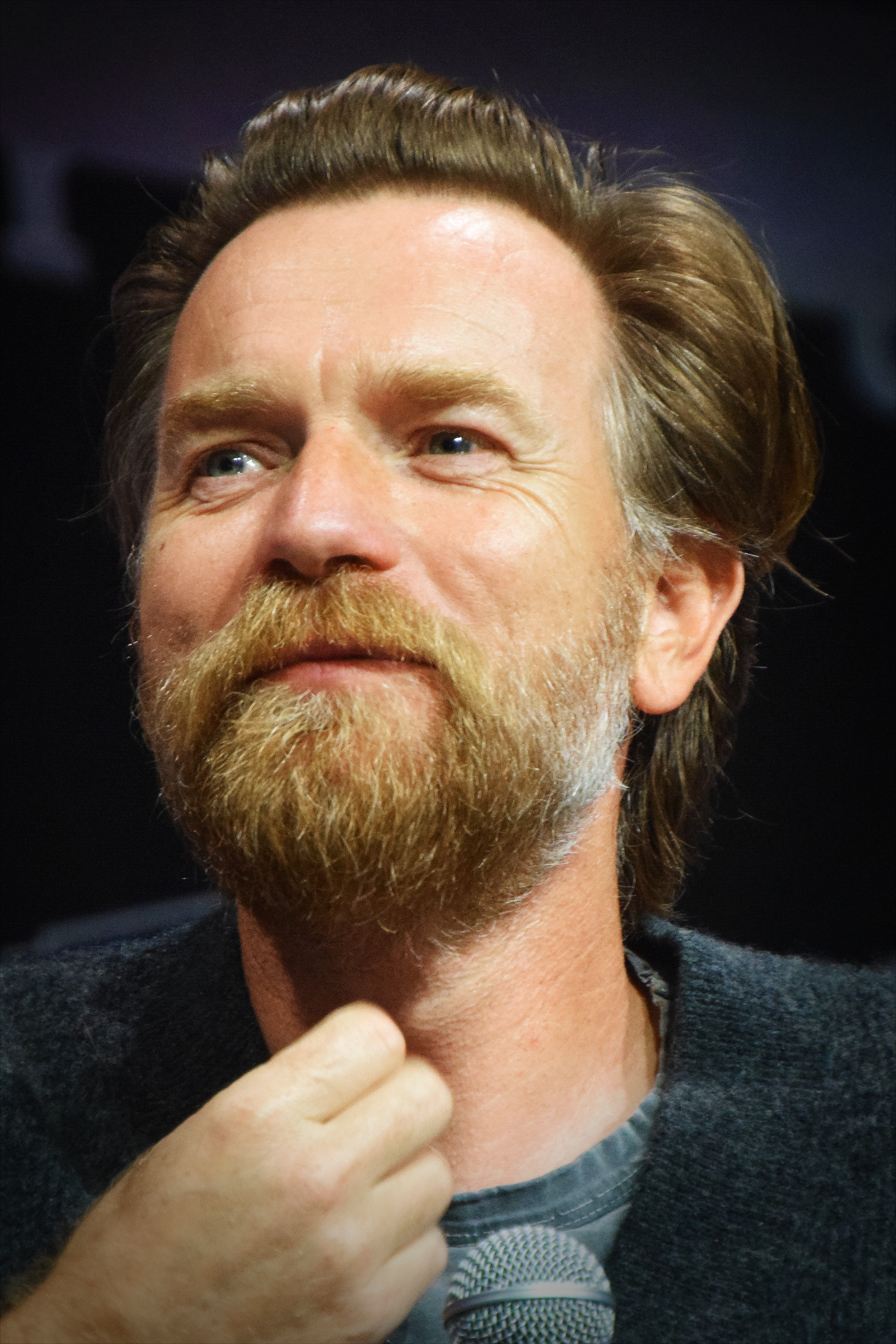
Ewan McGregor (2023)

Ewan Gordon McGregor OBE [ˌjuːən məˈɡɹɛɡɚ] (* 31. März 1971 in Perth, Schottland) ist ein britisch-US-amerikanischer Schauspieler, Sänger und Regisseur.

## Leben
Nach Abschluss der Schule besuchte er im Alter von 19 Jahren einen einwöchigen Workshop an einer Theaterschule in Hamburg. Dort spielte er als Schauspieler in Shakespeares Stück Wie es euch gefällt.
Er war am Perth Repertory Theatre beschäftigt und setzte später an der Londoner Guildhall School of Music and Drama seine Ausbildung fort. Kurz vor dem Abschluss verließ er die Schule, um an Dennis Potters Fernsehserie Lippenstift am Kragen (Lipstick on your Collar) mitzuwirken. Weitere Fernsehauftritte schlossen sich an. 1994 war der Schauspieler in dem Film Wer hat meine Familie geklaut? erstmals auf der Kinoleinwand zu sehen.
1994 arbeitete McGregor erstmalig mit dem Regisseur Danny Boyle an dem Film Kleine Morde unter Freunden zusammen, mit dem er später auch Trainspotting – Neue Helden realisierte. Danach widmete er sich dem Wellenreiterfilm Gegen die Brandung.
Sein Durchbruch als Schauspieler gelang McGregor mit der gleichnamigen Romanverfilmung Trainspotting – Neue Helden, in der er den Junkie Renton aus einem Edinburgher Vorort spielte. Ungeschminkt zeigt der Film die Ereignisse um eine schottische Clique und deren Heroinkonsum. Um einen ausgezehrten Heroinjunkie zu spielen, hatte Ewan 15 kg abgenommen. Danach spielte er immer wieder in Filmen mit, die nicht zu den Hollywood-Blockbustern zählten, so zum Beispiel das Thrillerremake Freeze – Alptraum Nachtwache oder Lebe lieber ungewöhnlich.
Eine breitere Öffentlichkeit nahm McGregor in seiner Rolle als Obi-Wan Kenobi in Star Wars: Episode I – Die dunkle Bedrohung wahr. Auch in den nachfolgenden Episoden Star Wars: Episode II – Angriff der Klonkrieger und Star Wars: Episode III – Die Rache der Sith füllte er diese Rolle aus. Im siebten Teil der Reihe Das Erwachen der Macht sowie im neunten Teil Der Aufstieg Skywalkers hat er jeweils eine kurze Sprechrolle als Kenobi. Eine eigene Serie über die Figur des Obi-Wan Kenobi mit Ewan McGregor in der Hauptrolle wurde am 27. Mai 2022 auf dem Streamingdienst Disney+ veröffentlicht.
Neben seiner Arbeit an diesem Projekt von George Lucas war er in den preisgekrönten Filmen Moulin Rouge!, Big Fish und Black Hawk Down zu sehen. In der Musicalverfilmung Moulin Rouge stellte er – wie bereits in anderen Filmen davor – sein musikalisches Talent unter Beweis. Inzwischen war McGregor Mitglied der Firma Natural Nylon, die er mit Schauspielfreunden wie Jude Law und Sean Pertwee gegründet hatte. So produzierte er mit Nora – Die leidenschaftliche Liebe von James Joyce seinen eigenen Film. Nach der Liebeskomödie Down with Love – Zum Teufel mit der Liebe!, die in Deutschland jedoch wenig Beachtung fand, versuchte er sich auch als Synchronsprecher. Trotz des Erfolges drehte er nach vielen größeren Projekten in Schottland den Independentfilm Young Adam, der ihm weltweit noch größere Anerkennung einbrachte. In dem Animationsfilm Robots sprach er im englischen Original die Stimme des Rodney Copperbottom, in Valiant die gleichnamige Taube.
Im April 2004 brach er in London zu einer Motorradtour auf, die ihn, zusammen mit seinem Freund und Schauspielkollegen Charley Boorman (er hatte ihn bei den Dreharbeiten zu The Serpent’s Kiss kennengelernt), nach New York führen sollte. Daraus wurde eine lange Reise – the Long Way Round – quer durch Europa, Russland, Kasachstan, die Mongolei, Alaska, Kanada und die USA, was für beide die Verwirklichung eines Kindheitstraums bedeutete. Die daraus entstandene Fernsehserie sowie das Buch und die 2005 erschienenen DVDs waren international sehr erfolgreich.
Eine zweite Tour, die dasselbe Team vom 12. Mai bis 5. August 2007 unternahm und von John o’ Groats in Schottland nach Kapstadt in Südafrika führte, erhielt den Titel Long Way Down.
Die dritte Tour der beiden Freunde über rund 21.000 km durch 13 Länder in 100 Tagen fand vom 5. September bis zum 14. Dezember 2019 zwischen Ushuaia in Argentinien und Los Angeles statt. Die entstandene Serie in 11 Episoden wurde Ende 2020 unter dem Titel Long Way Up veröffentlicht.

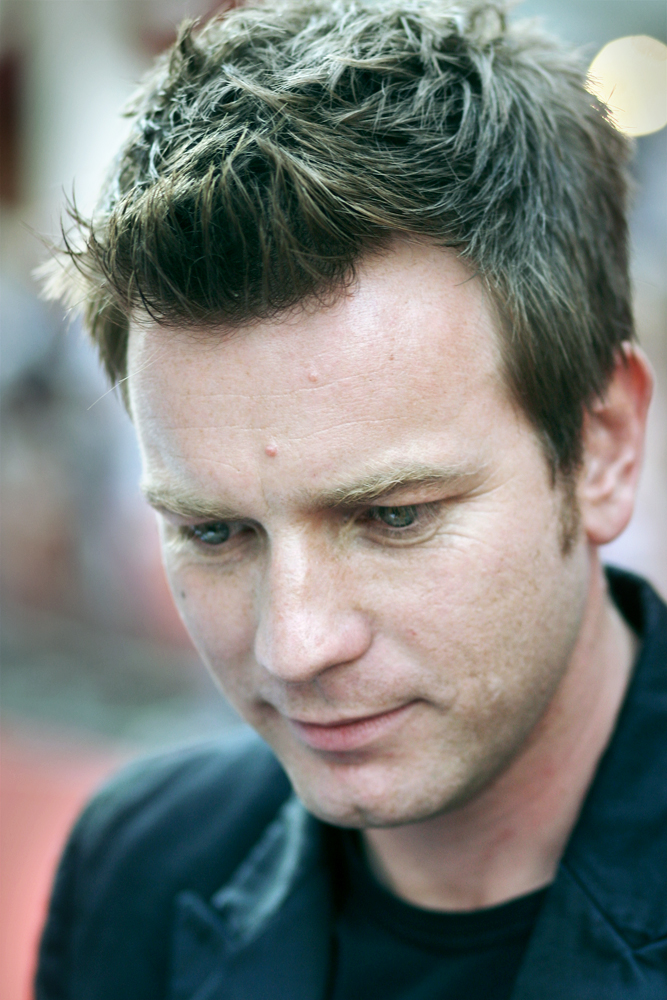
Ewan McGregor im Juli 2006 in London bei der Premiere von Stormbreaker

Gemeinsam mit Scarlett Johansson wirkte er in der Blockbusterproduktion Die Insel von Michael Bay mit. Noch im selben Jahr war er in Marc Forsters Stay als Psychiater bzw. Arzt an der Seite von Naomi Watts und Ryan Gosling zu sehen. Im Frühjahr 2006 drehte er zusammen mit Renée Zellweger in London den Film Miss Potter, in dem er Norman Warne verkörperte. Im Herbst desselben Jahres stand er mit Colin Farrell und Hayley Atwell vor der Kamera für Woody Allens Film Cassandras Traum, der im Jahr darauf in die Kinos kam. In dem Drama spielen McGregor und Farrell zwei Brüder aus dem Londoner Arbeitermilieu, die in die Kriminalität abdriften.
Vom 20. Mai bis zum 3. Dezember 2005 stand McGregor als Sky Masterson in Guys and Dolls auf der Bühne des Londoner Piccadilly-Theaters; er gewann hierfür unter anderem den wichtigen „What’s On Stage“-Award und wurde für einen Laurence Olivier Award nominiert.
Der Regisseur des Bond-Films Casino Royale, Martin Campbell, bestätigte laut der Zeitung Daily Mirror, dass ursprünglich Ewan McGregor für die Rolle des James Bond vorgesehen gewesen sei. Er habe jedoch abgelehnt, weil er nicht auf eine Figur festgelegt werden wollte. Diese Geschichte stellte sich allerdings als falsch heraus, wie der Daily Mirror später korrigieren musste.
Vom 30. November 2007 bis zum 23. Februar 2008 spielte McGregor die Rolle des Jago in der Othello-Inszenierung am Donmar Warehouse in London, Othello wurde von Chiwetel Ejiofor gespielt.
2009 spielte er neben Tom Hanks und Armin Mueller-Stahl in dem Ron-Howard-Film Illuminati mit. Er übernahm die zweite Hauptrolle des Camerlengo „Patrick McKenna“ (im Roman „Carlo Ventresca“). Ein Jahr später brachte ihm die Titelrolle in Roman Polańskis Thriller Der Ghostwriter den Europäischen Filmpreis ein.
2012 war er Mitglied der Wettbewerbsjury der 65. Internationalen Filmfestspiele von Cannes.
Im Jahr 2016 gab McGregor mit der Verfilmung von Philip Roths Roman Amerikanisches Idyll sein Regiedebüt.
2017 übernahm McGregor in T2 Trainspotting, der Fortsetzung von Trainspotting – Neue Helden (1996), erneut die Rolle des Mark Renton. In der Netflix-Fernsehserie Halston übernahm McGregor 2021 die Rolle des Modedesigners Roy Halston Frowick.
McGregor ist UNICEF-Botschafter. In einer 2012 gedrehten, zweiteiligen Dokumentation der BBC begleitete er per Motorrad, Boot, Flugzeug und zu Fuß Impfstoffe, die im Rahmen der Cold Chain Mission der UNICEF zu Kindern in abgelegene Teile Indiens, Nepals und der Republik Kongo gebracht wurden.
McGregor war von 1995 bis 2017 mit Eve Mavrakis verheiratet und hat mit ihr vier Kinder, von denen eins adoptiert ist. Die Töchter Clara und Esther sind ebenfalls als Schauspielerinnen aktiv. Im Juni 2021 gebar Mary Elizabeth Winstead, für die McGregor seine Ex-Frau verlassen hatte, sein fünftes Kind.

## Trivia
- Bevor Ewan McGregor seine ersten Rollen bekam, wohnte er in einer Wohngemeinschaft mit den damals ebenfalls noch unbekannten Jude Law und Jonny Lee Miller in London.
- Sein Onkel Denis Lawson spielte in den Star-Wars-Episoden IV bis VI und IX die Rolle des X-Wing-Piloten Wedge Antilles. Als McGregor die Rolle des jungen Obi-Wan angeboten bekam, soll Lawson ihm geraten haben, abzulehnen, so McGregor in einem Interview mit dem Playboy.
- Die US-amerikanische Staatsbürgerschaft hat McGregor ab 2016 zusätzlich zur britischen erhalten, sodass er 2020 erstmals an der US-Präsidentschaftswahl teilnehmen konnte.[6]
- McGregors deutscher Synchronsprecher ist der Schauspieler Philipp Moog.
- Sowohl McGregor selbst als auch seine Partnerin Mary Elizabeth Winstead, die in der Serie Ahsoka (2023) die Rolle der Hera Syndulla spielt, sind mit einer Rolle im Star-Wars-Universum vertreten.
- McGregor besitzt in seiner privaten Motorradsammlung mehrere Moto Guzzi und wurde seit 2013 wiederholt als Werbebotschafter von diesem Motorradhersteller beauftragt.[7]

## Filmografie (Auswahl)
- 1993: Lippenstift am Kragen (Lipstick on your Collar, Fernsehserie, sechs Episoden)
- 1993: Scarlet and Black (Fernsehserie, drei Episoden)
- 1994: Wer hat meine Familie geklaut? (Being Human)
- 1994: Kleine Morde unter Freunden (Shallow Grave)
- 1995: Gegen die Brandung (Blue Juice)
- 1996: Emergency Room – Die Notaufnahme (ER, Fernsehserie, Episode 3x15)
- 1996: Geschichten aus der Gruft (Tales from the Crypt, Fernsehserie, Episode 7x06)
- 1996: Trainspotting – Neue Helden (Trainspotting)
- 1996: Die Bettlektüre (The Pillow Book)
- 1996: Brassed Off – Mit Pauken und Trompeten (Brassed Off)
- 1996: Emma
- 1997: Freeze – Alptraum Nachtwache (Nightwatch)
- 1997: Der Schlangenkuss (The Serpent’s Kiss)
- 1997: Lebe lieber ungewöhnlich (A Life Less Ordinary)
- 1998: Velvet Goldmine
- 1998: Little Voice
- 1999: Star Wars: Episode I – Die dunkle Bedrohung (Star Wars: Episode I – The Phantom Menace)
- 1999: Das schnelle Geld – Die Nick-Leeson-Story (Rogue Trader)
- 1999: Das Auge (Eye of the Beholder)
- 2000: Nora – Die leidenschaftliche Liebe von James Joyce (Nora)
- 2001: Moulin Rouge
- 2001: Black Hawk Down
- 2002: Star Wars: Episode II – Angriff der Klonkrieger (Star Wars: Episode II – Attack of the Clones)
- 2003: Big Fish (Big Fish)
- 2003: Young Adam
- 2003: Down with Love – Zum Teufel mit der Liebe! (Down with Love)
- 2004: Long Way Round (Fernsehserie)
- 2005: Robots (Stimme)
- 2005: Valiant (Stimme)
- 2005: Star Wars: Episode III – Die Rache der Sith (Star Wars: Episode III – Revenge of the Sith)
- 2005: Die Insel (The Island)
- 2005: Stay
- 2005: Scenes of a Sexual Nature
- 2006: Stormbreaker
- 2006: Miss Potter
- 2007: Cassandras Traum (Cassandra’s Dream)
- 2007: Long Way Down (Fernsehserie)
- 2008: Blown Apart (Incendiary)
- 2008: Deception – Tödliche Versuchung (Deception)
- 2009: Illuminati (Angels & Demons)
- 2009: Amelia
- 2009: I Love You Phillip Morris
- 2009: Männer, die auf Ziegen starren (The Men Who Stare at Goats)
- 2010: Eine zauberhafte Nanny – Knall auf Fall in ein neues Abenteuer (Nanny McPhee and the Big Bang)
- 2010: Der Ghostwriter (The Ghostwriter)
- 2010: Beginners
- 2010: Nazi Invasion (Jackboots on Whitehall)
- 2011: Perfect Sense
- 2011: Haywire
- 2011: Lachsfischen im Jemen (Salmon Fishing in the Yemen)
- 2012: The Impossible (Lo imposible)
- 2012: Ewan McGregor: Cold Chain Mission (Dokumentation)
- 2013: Jack and the Giants (Jack the Giant Slayer)
- 2013: Im August in Osage County (August: Osage County)
- 2014: A Million Ways to Die in the West (Cameo)
- 2014: Son of a Gun
- 2015: Mortdecai – Der Teilzeitgauner (Mortdecai)
- 2015: Miles Ahead
- 2015: Star Wars: Das Erwachen der Macht (Star Wars: The Force Awakens, Stimme von Obi-Wan Kenobi)
- 2015: 40 Tage in der Wüste (Last Days in the Desert)
- 2015: Jane Got a Gun
- 2016: Verräter wie wir (Our Kind of Traitor)
- 2016: Amerikanisches Idyll (American Pastoral)
- 2017: T2 Trainspotting
- 2017: Die Schöne und das Biest (Beauty and the Beast)
- 2017: Fargo (Fernsehserie, zehn Episoden)
- 2018: Zoe
- 2018: Christopher Robin
- 2019: Doctor Sleeps Erwachen (Doctor Sleep)
- 2019: Star Wars: Der Aufstieg Skywalkers (Star Wars: The Rise of Skywalker, Stimme von Obi-Wan Kenobi)
- 2020: Birds of Prey: The Emancipation of Harley Quinn
- 2020: Long Way Up (Dokumentarserie)
- 2021: Halston (Miniserie)
- 2021: The Birthday Cake
- 2022: Obi-Wan Kenobi (Fernsehserie)
- 2022: Raymond & Ray
- 2022: Guillermo del Toros Pinocchio (Stimme von Sebastian J. Cricket)
- 2023: You Sing Loud, I Sing Louder
- 2024: Ein Gentleman in Moskau (A Gentleman in Moscow, Miniserie)
- 2025: Long Way Home (Dokumentarserie)

## Auszeichnungen (Auswahl)
Ewan McGregor hat bisher 28 Filmpreise gewonnen und wurde für 47 weitere nominiert.
- 2001: Europäischer Filmpreis für Moulin Rouge!
- 2010: Europäischer Filmpreis für The Ghost Writer
- 2018: Golden Globe in der Kategorie Bester Hauptdarsteller – Miniserie oder Fernsehfilm für Fargo
- 2018: Goldene Kamera in der Kategorie Bester Schauspieler international
- 2021: Emmy Award in der Kategorie Bester Hauptdarsteller – Miniserie oder Fernsehfilm für Halston
- 2022: Golden Globe Awards 2022 Nominierung in der Kategorie Bester Hauptdarsteller – Miniserie oder Fernsehfilm für Halston
- 2023: Internationales Filmfestival Karlovy Vary – Ehrenpreis des Festivalpräsidenten[8]
- 2024: Stern auf dem Hollywood Walk of Fame[9]

## Diskografie
Singles

| Jahr | Titel Album                           | Höchstplatzierung, Gesamtwochen, AuszeichnungChartplatzierungen (Jahr, Titel, Album, Platzierungen, Wochen, Auszeichnungen, Anmerkungen) | Höchstplatzierung, Gesamtwochen, AuszeichnungChartplatzierungen (Jahr, Titel, Album, Platzierungen, Wochen, Auszeichnungen, Anmerkungen) | Höchstplatzierung, Gesamtwochen, AuszeichnungChartplatzierungen (Jahr, Titel, Album, Platzierungen, Wochen, Auszeichnungen, Anmerkungen) | Anmerkungen                                                |
| Jahr | Titel Album                           | DE | CH | UK | Anmerkungen                                                |
| ---- | ------------------------------------- | --- | --- | --- | ---------------------------------------------------------- |
| 1997 | Choose Life Trainspotting #2 (O.S.T.) | — | — | UK6 (11 Wo.)UK | Erstveröffentlichung: 7. Oktober 1997 mit The PF Project   |
| 2001 | Come What May Moulin Rouge (O.S.T.)   | DE95 (2 Wo.)DE | CH97 (2 Wo.)CH | UK27 Silber · (6 Wo.)UK | Erstveröffentlichung: 24. September 2001 mit Nicole Kidman |

- 1997 brachte das PF Project, bestehend aus den beiden Musikern Jamie White und Moose, eine Single-CD mit dem Titel Choose Life heraus, auf der Ewan McGregor seinen bekannten Anfangsmonolog aus Trainspotting – Neue Helden rezitiert. Dieser Track ist auch auf dem Compilation-Album Trainspotting 2 enthalten.
- 1998 sang McGregor für den Film Velvet Goldmine gemeinsam mit der fiktiven Filmband Wylde Ratttz den Song T.V. Eye, der auch auf dem Soundtrack zu hören ist.
- 2000 sang er für den biographischen Film über James Joyce, Nora, zusammen mit Susan Lynch den Traditional Song The Lass of Aughrim, der auf dem Soundtrack enthalten ist.
- 2001 war Ewan McGregor in dem Film Moulin Rouge zu sehen und zu hören; die folgenden Songs auf dem Soundtrack Moulin Rouge wurden von ihm gesungen:

Your Song (Original von Elton John, zusammen mit Alessandro Safina; UK: Silber)
Elephant Love Medley (zusammen mit Nicole Kidman und Jamie Allen)
Come What May (zusammen mit Nicole Kidman)
El Tango de Roxanne (zusammen mit José Feliciano und Jacek Koman)
- Auf dem Soundtrack Moulin Rouge 2 (2002) war McGregor gemeinsam mit Nicole Kidman, Jim Broadbent, Jacek Koman, John Leguizamo, Garry MacDonald, Richard Roxburgh und Matthew Whittet in dem Originalfilmsong The Pitch zu hören.
- 2003 sang er mit Renée Zellweger im Abspann des Films Down with Love – Zum Teufel mit der Liebe! den Song Here’s to Love, der ebenfalls auf dem Soundtrack zu hören ist.
- Auf dem Album Unexpected Dreams war er mit dem Schlaflied The Sweetest Gift zu hören, in den Filmen Emma (Did You Not Hear My Lady) und Lebe lieber ungewöhnlich (Beyond the Sea) im Duett mit Cameron Diaz sang er seine Filmlieder selbst.

## Hörbücher
- 2006: Beatrix Potter: Favourite Beatrix Potter Tales (unter anderem gemeinsam mit Emily Watson und Renée Zellweger), Warne Verlag, ISBN 978-0-7232-5885-8.